# Комбай, Эдуард Сурханович
Эдуард Сурханович Комбай (1935—1982) — советский авиационный инженер, лауреат Государственной премии СССР.

## Биография
Эдуард Комбай родился 19 мая 1935 года в Кизляре. Окончил среднюю школу и Куйбышевский государственный авиационный институт, после чего получил направление на Смоленский авиационный завод. Прошёл карьерный путь от технолога до главного инженера завода.
Внёс большой вклад в совершенствование производства на заводе и внедрение в его работу новых технологий. За активное участие в разработке, освоении и запуске в серийное производство пассажирского самолёта «Як-42» Комбаю была присуждена Государственная премия СССР.
Активно занимался общественной деятельностью, избирался членом Заднепровского райкома КПСС, возглавлял народный университет при Смоленском авиационном заводе.
Трагически погиб 26 января 1982 года, похоронен на Новом кладбище Смоленска.
Также был награждён орденом «Знак Почета» и рядом медалей.